# Gynacanthaeschna sikkima
Gynacanthaeschna sikkima – gatunek ważki z rodziny żagnicowatych (Aeshnidae); jedyny przedstawiciel rodzaju Gynacanthaeschna. Występuje w Nepalu i północno-wschodnich Indiach.